# Gausfred III de Rosselló

Els territoris de Gausfred III a la mort de Ramon Berenguer III (1131)

Gausfred III de Rosselló (? - 1164) fou comte de Rosselló (1113-1164).
Fill de Girard I i hereu del comtat de Rosselló a la mort d'aquest.
Va mantenir disputes amb els seus veïns, els Trencavell, vescomtes de Besiers. Per una altra banda seguí la coordialitat amb el comtat d'Empúries, iniciada pel seu avi Guislabert II, amb la signatura els anys 1121 i 1155 de convenis en els quals es reconeixien els drets mutus.
Es casà amb Ermengarda de Besiers, filla de Bernat Ató, vescomte de Besiers i l'Albi. D'aquesta unió en nasqué Girard II de Rosselló, últim comte privatiu de Rosselló.